# Torre de destil·lació

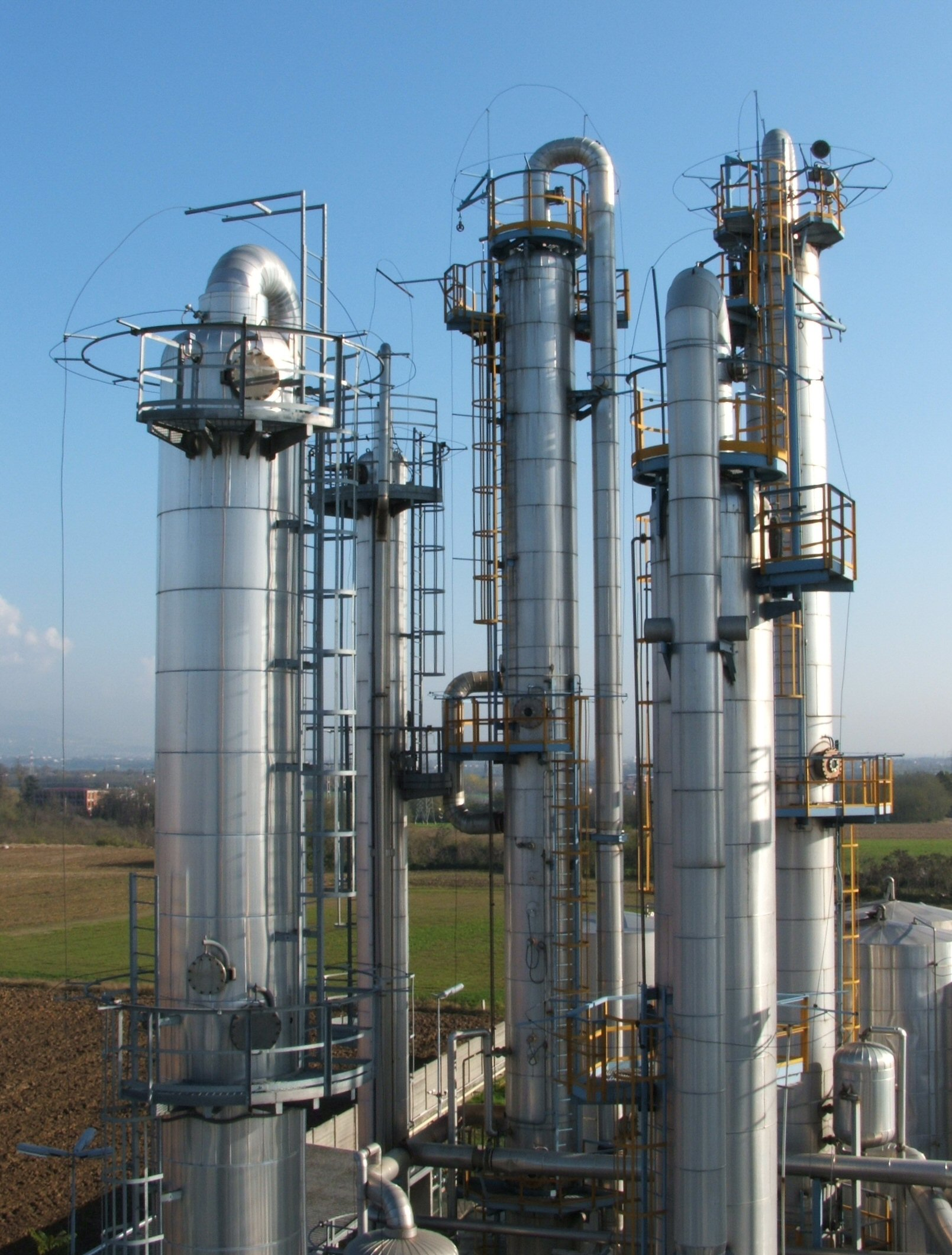
Torre de destil·lació

Una torre de destil·lació fraccional del petroli és una part d'una refineria a la qual es destil·la químicament el petroli cru per etapes, anomenades fraccions, per tal d'obtenir els diferents productes derivats del petroli. Les torres de destil·lació poden arribar a mesurar fins a cinquanta metres d'alçada i és on s'envia el petroli cru just després d'haver-lo rentat després de la seva extracció al jaciment.
La destil·lació consisteix a escalfar el cru de petroli, que tal qual no serveix gairebé per a res, barrejat amb vapor d'aigua en forns a altes temperatures (uns 320 °C - 350 °C), cosa que fa que el petroli canvïi a estat gasós. El petroli gas va pujant per la torre de destil·lació perdent temperatura a mesura que ho fa. A mesura que es va refredant, les diferents substàncies que el componen passen una a una, per ordre de volatilitat, a estat líquid, cosa que permet separar-les de la resta. Així s'obtenen el butà i el propà (com a gasos liquats del petroli, GLP), èter del petroli (un dissolvent), primera matèria per fabricar plàstics, la gasolina i el gasoil. Les matèries més lleugeres es depositen als «pisos» superiors, a temperatures més baixes; i a mesura que són més pesants van a pisos cada cop més baixos i calents. Els residus finals s'escalfen a uns 400 °C sense aigua i sense aire per a obtenir quitrà, fueloil, lubricants i greixos industrials.
Altres processos als quals sotmetem el petroli, després de la destil·lació, per a obtenir encara més substàncies són el craqueig (en anglès, cracking), que serveix per a obtenir cadenes curtes d'hidrocarburs "tallant-ne" de llargues, i la isomerització o reforma catalítica (en anglès, reforming), que serveix per a transformar les cadenes lineals d'hidrocarburs en molècules ramificades o amb cicles.